# Hockey sur gazon aux Jeux olympiques d'été de 2012
Navigation
Pékin 2008 Rio de Janeiro 2016
Les épreuves olympiques de hockey sur gazon se déroulent du dimanche 29 juillet au 11 août 2012.
Deux épreuves y sont au programme : l'épreuve masculine depuis 1908 et l'épreuve féminine depuis 1980.

## Calendrier
|  |  |  |  |  |  |  |  |  |  |  |  |  |  | 1 | 1 |  |

|  | Jour de compétition |  | Jour de finale |

| Date →       | 29 | 29 | 30 | 30 | 31 | 31 | 1 | 1 | 2 | 2 | 3 | 3 | 4 | 4 | 5 | 5 | 6 | 6 | 7 | 7 | 8 | 8 | 9 | 9 | 10 | 10 | 11 | 11 |
| Compétition↓ | M  | S  | M  | S  | M  | S  | M | S | M | S | M | S | M | S | M | S | M | S | M | S | M | S | M | S | M  | S  | M  | S  |
| ------------ | -- | -- | -- | -- | -- | -- | - | - | - | - | - | - | - | - | - | - | - | - | - | - | - | - | - | - | -- | -- | -- | -- |
| Hommes       |    |    | P  | P  |    |    | P | P |   |   | P | P |   |   | P | P |   |   | P | P |   |   | C | ½ |    |    | C  | F  |
| Femmes       | P  | P  |    |    | P  | P  |   |   | P | P |   |   | P | P |   |   | P | P |   |   | C | ½ |   |   | C  | F  |    |    |

| P | Phase de poules | C | Phase de classement | ½ | Demi-finales | F | Finale |

## Tournois de qualification

### Hommes
Dans l'épreuve masculine, chaque champion continental reçoit une place aux côtés du pays organisateur la Grande-Bretagne (ordinairement, l'Angleterre, le Pays de Galles et l'Écosse concourent séparément dans la plupart des compétitions, mais pour ces Jeux ils envoient une équipe ensemble gérée par la Fédération anglaise de hockey).
En fonction du classement mondial FIH, l'Europe bénéficie de deux places supplémentaires, alors que l'Océanie en bénéficie d'une autre. Les trois dernières places sont attribuées en fonction des tournois de qualification.
| Date                   | Tournoi                                                | Lieu            | Qualifiés                   |
| ---------------------- | ------------------------------------------------------ | --------------- | --------------------------- |
|                        | Organisateur                                           |                 | Royaume-Uni                 |
| 13 au 24 novembre 2010 | Jeux asiatiques de 2010                                | Canton          | Pakistan                    |
| 20 au 28 août 2011     | Championnat d'Europe de hockey sur gazon masculin 2011 | Mönchengladbach | Allemagne Pays-Bas Belgique |
| 2 au 11 septembre 2011 | Tournoi africain de qualification                      | Bulawayo        | Afrique du Sud Espagne      |
| 5 au 9 octobre         | Coupe de l'Océanie 2011                                | Hobart          | Australie Nouvelle-Zélande  |
| 19 au 29 octobre 2011  | Jeux panaméricains de 2011                             | Guadalajara     | Argentine                   |
| 15 au 26 février 2012  | Tournoi de qualification olympique n°1                 | New Delhi       | Inde                        |
| 14 au 25 mars 2012     | Tournoi de qualification olympique n°2                 | Dublin          | Corée du Sud                |
| 25 avril au 6 mai 2012 | Tournoi de qualification olympique n°3                 | Kakamigahara    | Afrique du Sud              |

### Femmes
Dans l'épreuve féminine, chaque champion continental reçoit une place aux côtés du pays organisateur la Grande-Bretagne (ordinairement, l'Angleterre, le Pays de Galles et l'Écosse concourent séparément dans la plupart des compétitions, mais pour ces Jeux ils envoient une équipe ensemble gérée par la Fédération anglaise de hockey).
En fonction du classement mondial FIH, l'Europe, l'Asie et l'Océanie bénéficient d'une place supplémentaire chacun. Les trois dernières places sont attribuées en fonction des tournois de qualification
| Date                   | Tournoi                                               | Lieu            | Qualifiés                  |
| ---------------------- | ----------------------------------------------------- | --------------- | -------------------------- |
|                        | Organisateur                                          |                 | Royaume-Uni                |
| 13 au 24 novembre 2010 | Jeux asiatiques de 2010                               | Canton          | Chine Corée du Sud         |
| 20 au 28 août 2011     | Championnat d'Europe de hockey sur gazon féminin 2011 | Mönchengladbach | Pays-Bas Allemagne         |
| 2 au 11 septembre 2011 | Tournoi africain de qualification                     | Bulawayo        | Afrique du Sud Argentine   |
| 5 au 9 octobre         | Coupe de l'Océanie 2011                               | Hobart          | Nouvelle-Zélande Australie |
| 19 au 29 octobre 2011  | Jeux panaméricains de 2011                            | Guadalajara     | États-Unis                 |
| 15 au 26 février 2012  | Tournoi de qualification olympique n°1                | New Delhi       | Afrique du Sud             |
| 17 au 25 mars 2012     | Tournoi de qualification olympique n°2                | Kontich         | Belgique                   |
| 25 avril au 6 mai 2012 | Tournoi de qualification olympique n°3                | Kakamigahara    | Japon                      |

## Tournoi masculin

### Arbitres
La FIH a annoncé le 3 janvier 2012, la liste des arbitres.

| - Christian Blasch (GER) - Ged Curran (GBR) - David Gentles (AUS) - Marcin Grochal (POL) - Colin Hutchinson (IRL) - Nigel Iggo (NZL) | - Hamish Jamson (GBR) - Kim Hong-Lae (KOR) - German Montes de Oca (ARG) - Raghu Prasad (IND) - Tim Pullman (AUS) - Marcelo Servetto (ESP) | - Gary Simmonds (RSA) - Nathan Stagno (GBR) - Simon Taylor (NZL) - Roel van Eert (NED) - John Wright (RSA) |

### Phase de groupes
Les 12 équipes qualifiées pour les JO. Entre parenthèses leur rang au classement mondial. 
| Poule A             | Poule B              |
| ------------------- | -------------------- |
| Australie (1)       | Allemagne (2)        |
| Grande-Bretagne (4) | Pays-Bas (3)         |
| Espagne (5)         | Corée du Sud (6)     |
| Pakistan (8)        | Nouvelle-Zélande (7) |
| Argentine (9)       | Inde (10)            |
| Afrique du Sud (12) | Belgique (11)        |

### Tableau final
|  | Demi-finales            | Demi-finales           |                        |   | Finale                  | Finale                  |
|  | Demi-finales            | Demi-finales           |                        |   | Finale                  | Finale                  |
|  |                         |                        |                        |   |                         |                         |
|  | 9 août 2012 15h30 WEST  | 9 août 2012 15h30 WEST |                        |   | 11 août 2012 20h00 WEST | 11 août 2012 20h00 WEST |
|  | 9 août 2012 15h30 WEST  | 9 août 2012 15h30 WEST |                        |   | 11 août 2012 20h00 WEST | 11 août 2012 20h00 WEST |
|  | Australie               | 2                      |                        |   | 11 août 2012 20h00 WEST | 11 août 2012 20h00 WEST |
|  | Australie               | 2                      |                        |   | 11 août 2012 20h00 WEST | 11 août 2012 20h00 WEST |
|  | Allemagne               | 4                      |                        |   | 11 août 2012 20h00 WEST | 11 août 2012 20h00 WEST |
|  | Allemagne               | 4                      | Allemagne              | 2 |                         |                         |
|  | 9 août 2012 20h00 WEST  |                        | Allemagne              | 2 |                         |                         |
|  |                         | Pays-Bas               | 1                      |   |                         |                         |
|  | Pays-Bas                | Pays-Bas               | 1                      | 9 |                         |                         |
|  | Pays-Bas                |                        |                        | 9 |                         |                         |
|  | Grande-Bretagne         | 2                      |                        |   |                         |                         |
|  | Grande-Bretagne         | 2                      | Match pour la 3e place |   |                         |                         |
|  |                         |                        |                        |   |                         |                         |
|  | 11 août 2012 15h30 WEST |                        |                        |   |                         |                         |
|  |                         |                        |                        |   |                         |                         |
|  | Australie               | 3                      |                        |   |                         |                         |
|  | Australie               | 3                      |                        |   |                         |                         |
|  | Grande-Bretagne         | 1                      |                        |   |                         |                         |
|  | Grande-Bretagne         | 1                      |                        |   |                         |                         |

### Classement final
| Place              | Équipe           | Résultat           |
| ------------------ | ---------------- | ------------------ |
| Médaille d'or      | Allemagne        | Médaille d'or      |
| Médaille d'argent  | Pays-Bas         | Médaille d'argent  |
| Médaille de bronze | Australie        | Médaille de bronze |
| 4                  | Grande-Bretagne  |                    |
| 5                  | Belgique         |                    |
| 6                  | Espagne          |                    |
| 7                  | Pakistan         |                    |
| 8                  | Corée du Sud     |                    |
| 9                  | Nouvelle-Zélande |                    |
| 10                 | Argentine        |                    |
| 11                 | Afrique du Sud   |                    |
| 12                 | Inde             |                    |

## Tournoi féminin

### Arbitres
La FIH a annoncé le 3 janvier 2012, la liste des arbitres.

| - Claire Adenot (FRA) - Julie Ashton-Lucy (AUS) - Stella Bartlema (NED) - Frances Block (GBR) - Carolina de la Fuente (ARG) - Elena Eskina (RUS) | - Amy Hassick (USA) - Kelly Hudson (NZL) - Soledad Iparraguirre (ARG) - Michelle Joubert (RSA) - Kang Hyun-Young (KOR) - Carol Metchette (IRL) | - Miao Lin (CHN) - Irene Presenqui (ARG) - Lisa Roach (AUS) - Chieko Soma (JPN) - Wendy Stewart (CAN) |

### Phase de groupes
| Poule A          | Poule B              |
| ---------------- | -------------------- |
| Pays-Bas (1)     | Argentine (2)        |
| Royaume-Uni (4)  | Allemagne (3)        |
| Chine (5)        | Nouvelle-Zélande (6) |
| Japon (8)        | Australie (7)        |
| Corée du Sud (9) | États-Unis (10)      |
| Belgique (16)    | Afrique du Sud (12)  |

### Tableau final
|  | Demi-finales            | Demi-finales           |                        |   | Finale                  | Finale                  |
|  | Demi-finales            | Demi-finales           |                        |   | Finale                  | Finale                  |
|  |                         |                        |                        |   |                         |                         |
|  | 8 août 2012 15h30 WEST  | 8 août 2012 15h30 WEST |                        |   | 10 août 2012 20h00 WEST | 10 août 2012 20h00 WEST |
|  | 8 août 2012 15h30 WEST  | 8 août 2012 15h30 WEST |                        |   | 10 août 2012 20h00 WEST | 10 août 2012 20h00 WEST |
|  | Pays-Bas                | 2 (3)                  |                        |   | 10 août 2012 20h00 WEST | 10 août 2012 20h00 WEST |
|  | Pays-Bas                | 2 (3)                  |                        |   | 10 août 2012 20h00 WEST | 10 août 2012 20h00 WEST |
|  | Nouvelle-Zélande        | 2 (1)                  |                        |   | 10 août 2012 20h00 WEST | 10 août 2012 20h00 WEST |
|  | Nouvelle-Zélande        | 2 (1)                  | Pays-Bas               | 2 |                         |                         |
|  | 8 août 2012 20h00 WEST  |                        | Pays-Bas               | 2 |                         |                         |
|  |                         | Argentine              | 0                      |   |                         |                         |
|  | Argentine               | Argentine              | 0                      | 2 |                         |                         |
|  | Argentine               |                        |                        | 2 |                         |                         |
|  | Royaume-Uni             | 1                      |                        |   |                         |                         |
|  | Royaume-Uni             | 1                      | Match pour la 3e place |   |                         |                         |
|  |                         |                        |                        |   |                         |                         |
|  | 10 août 2012 15h30 WEST |                        |                        |   |                         |                         |
|  |                         |                        |                        |   |                         |                         |
|  | Nouvelle-Zélande        | 1                      |                        |   |                         |                         |
|  | Nouvelle-Zélande        | 1                      |                        |   |                         |                         |
|  | Royaume-Uni             | 3                      |                        |   |                         |                         |
|  | Royaume-Uni             | 3                      |                        |   |                         |                         |

### Classement final
| Place              | Équipe           | Résultat           |
| ------------------ | ---------------- | ------------------ |
| Médaille d'or      | Pays-Bas         | Médaille d'or      |
| Médaille d'argent  | Argentine        | Médaille d'argent  |
| Médaille de bronze | Grande-Bretagne  | Médaille de bronze |
| 4                  | Nouvelle-Zélande |                    |
| 5                  | Australie        |                    |
| 6                  | Chine            |                    |
| 7                  | Allemagne        |                    |
| 8                  | Corée du Sud     |                    |
| 9                  | Japon            |                    |
| 10                 | Afrique du Sud   |                    |
| 11                 | Belgique         |                    |
| 12                 | États-Unis       |                    |

## Résultats

### Podiums
| Épreuves         | Or | Argent | Bronze |
| ---------------- | --- | --- | --- |
| Tournoi masculin | Allemagne Maximilian Müller Martin Haner Oskar Deecke Christopher Wesley Moritz Fürste Tobias Hauke Jan-Philipp Rabente Benjamin Weß Timo Weß Oliver Korn Christopher Zeller Max Weinhold Matthias Witthaus Florian Fuchs Philipp Zeller Thilo Stralkowski            | Pays-Bas Jaap Stockmann Klaas Vermeulen Marcel Balkestein Wouter Jolie Roderick Weusthof Robbert Kemperman Teun de Nooijer Sander Baart Floris Evers Bob de Voogd Sander de Wijn Rogier Hofman Robert van der Horst Billy Bakker Valentin Verga Mink van der Weerden                          | Australie Mark Knowles Jamie Dwyer Liam de Young Simon Orchard Glenn Turner Chris Ciriello Matthew Butturini Russell Ford Eddie Ockenden Joel Carroll Matthew Gohdes Tim Deavin Matthew Swann Nathan Burgers Kieran Govers Fergus Kavanagh |
| Tournoi féminin  | Pays-Bas Kitty van Male Carlien Dirkse van den Heuvel Kelly Jonker Maartje Goderie Lidewij Welten Maartje Paumen Naomi van As Ellen Hoog Sophie Polkamp Joyce Sombroek Kim Lammers Eva de Goede Marilyn Agliotti Merel de Blaeij Margot van Geffen Caia van Maasakker | Argentine Laura del Colle Rosario Luchetti Ana Macarena Rodriguez Perez Luciana Aymar Carla Rebecchi Delfina Merino Martina Cavallero Florencia Habif Rocio Sanchez Moccia Daniela Sruoga Sofía Maccari Mariela Scarone Silvina D'Elía Noel Barrionuevo Josefina Sruoga Maria Florencia Mutio | Grande-Bretagne Beth Storry Emily Maguire Laura Unsworth Crista Cullen Hannah MacLeod Anne Panter Helen Richardson Kate Walsh Chloe Rogers Laura Bartlett Alex Danson Georgie Twigg Ashleigh Ball Sally Walton Nicola White Sarah Thomas   |

### Tableau des médailles
| Rang  | Nation          | Or | Argent | Bronze | Total |
| ----- | --------------- | -- | ------ | ------ | ----- |
| 1     | Pays-Bas        | 1  | 1      | 0      | 2     |
| 2     | Allemagne       | 1  | 0      | 0      | 1     |
| 3     | Argentine       | 0  | 1      | 0      | 1     |
| 4     | Australie       | 0  | 0      | 1      | 1     |
| 4     | Grande-Bretagne | 0  | 0      | 1      | 1     |
| Total | Total           | 2  | 2      | 2      | 6     |